# شن تاي يونغ
شين تي يونغ، من مواليد 11 ابريل 1969، لاعب كرة قدم كوري جنوبي سابق، ومدرب كرة قدم حالي.
و قد لعب سابقا مع نادي سونغنام لكرة القدم، ولعب مع نادي بريزبان رور الأسترالي، ولكنه أصيب في كاحله فاعتزل كرة القدم، فتم تعيينه مساعد للمدرب في النادي.

## روابط خارجية
- شن تاي يونغ على موقع الاتحاد الدولي (مؤرشف)  (الإنجليزية)
- شن تاي يونغ على موقع دوري كوريا الجنوبية (الإنجليزية)
- شن تاي يونغ على موقع قاعدة بيانات كرة القدم.إي يو (الإنجليزية)
- شن تاي يونغ على موقع ناشيونال فوتبول تيمز (الإنجليزية)
- شن تاي يونغ على موقع كووورة
- شن تاي يونغ على موقع أوليمبيديا (الإنجليزية)